# Mentzelia asperula
Mentzelia asperula är en brännreveväxtart som beskrevs av Elmer Ottis Wooton och Standl. Mentzelia asperula ingår i släktet Mentzelia och familjen brännreveväxter. Inga underarter finns listade i Catalogue of Life.